# Salvelinus levanidovi
Salvelinus levanidovi es una especie de pez de la familia Salmonidae en el orden de los Salmoniformes.

## Hábitat
Vive en zonas de aguas  templadas hasta una profundidad de 50 m.

## Distribución geográfica
Se encuentra en el Mar de Ojotsk.